# Выборгское начальное училище памяти Е. Н. Гейден
Вы́боргское нача́льное учи́лище па́мяти Е. Н. Ге́йден — начальное образовательное заведение, действовавшее в 1862—1918 годах в Выборге. Здание бывшего училища в центре города Выборга на углу Выборгской улицы и улицы Ладанова включено в перечень памятников архитектуры.

## История
В первой половине XIX века в городах Выборгской губернии преобладали шведо- и немецкоязычные учебные заведения, в которых в число обязательных предметов входил русский язык. Но в 1860-х годах в Великом княжестве Финляндском началось введение в официальное делопроизводство финского языка. В соответствии с принятым в 1856 году новым училищным уставом, в Выборгской гимназии, как и в других учебных заведениях Финляндии, стало постепенно сокращаться преподавание русского и немецкого языков, что повлекло за собой уменьшение количества гимназистов, и в 1862 году гимназия была упразднена «в связи с незначительным числом воспитанников в ней обучавшихся». Но в том же году по инициативе горожан было основано начальное училище, остававшееся единственным русским учебным заведением в Выборге до 1880-х годов.
Первоначально училище, открытое 1 октября 1862 года, представляло собой две самостоятельные одноклассные школы: для мальчиков и девочек. Обучались в них, в основном, дети из бедных семей: состоятельные русские горожане предпочитали отдавать детей в частные пансионы.
Мужская школа не финансировалась из бюджета Великого княжества Финляндского и существовала на частные пожертвования, располагаясь на съёмной квартире. Единственным её работником, обучавшим детей, был отставной писарь Георгий Афанасьев. Только в 1869 году, после обращения горожан, по указанию императора Александра II на содержание школы из казны стали ежегодно выделять по 1500 финляндских марок, на которые и был нанят первый преподаватель. Не в лучшем положении находилась и женская школа, в которой бесплатно преподавала дочь умершего генерала А. Богаевского. К 1878 году мужское училище было уже двухклассным, в нём обучалось 50 учеников. В том же году был открыт общий приготовительный класс для мальчиков и девочек. На 1 сентября 1879 года в нём было 47 учеников: 24 мальчика и 23 девочки, из которых большинство (40) было детьми военнослужащих нижних чинов и ещё 7 — из семей крестьян и ремесленников.
На рубеже 1881—1882 годов мужская и женская школы объединились с приготовительным классом в единое учебное заведение. Оно размещалось в тесном обветшавшем здании, принадлежавшем военно-инженерному ведомству и мало подходившем для целей обучения. Но после визита в Выборг в 1881 году только что назначенного генерал-губернатора Финляндии графа Ф. Л. Гейдена положение с образованием русского населения стало улучшаться. При деятельном участии директора русских училищ в Финляндии П. В. Аршаулова, председателя совещательного комитета по делам русских училищ в Финляндии А. Л. Гагемейстера и министра народного просвещения А. П. Николаи в 1882 году было торжественно открыто Выборгское реальное училище; с того же года из государственной казны стали ежегодно отпускать по 2400 финляндских марок на жалованье учителям начального училища, в котором были уже 131 ученик и 6 преподавателей. Школа стала культурным центром всех русских приходских благотворительных обществ Выборга.
После неоднократных обращений горожан 6 мая 1894 года высочайшим повелением императора Александра III была выделена беспроцентная ссуда в 20 тысяч рублей на 20 лет на строительство нового здания училища. Тогда же скончалась графиня Е. Н. Гейден, известная своей благотворительностью. В честь покровительствовавшей русским школам супруги финляндского генерал-губернатора с 8 октября 1894 года учебное заведение получило название «Выборгское начальное училище памяти Е. Н. Гейден».
Для строительства здания Гейденской школы был выделен участок на Соборной площади по соседству со зданием Выборгского реального училища; в том же квартале находилась и русская женская гимназия. В 1896 году новая школа на углу Царской и Гофгерихтской улиц была торжественно открыта. Проект двухэтажного здания выполнил архитектор Л. Иконен. Им же разработан проект здания финского училища, выстроенного неподалёку в 1903 году. Каменное здание с симметричным фасадом в русском стиле, гармонично сочетающееся с соседним зданием реального училища, выделяется сильно выступающей центральной частью с порталом, не выходящей, однако, за красную линию.
После переезда в удобное новое здание в Гейденской школе было около 10 преподавателей и 200 учеников, обучение стало четырёхклассным. Была обустроена бесплатная библиотека с читальным залом. А в 1912 году при Гейденском училище открылось женское ремесленное отделение по швейному и портняжному делу. В этот период, когда в пригородах Выборга появились ещё два начальных русских училища, школу нередко именовали «I-е Гейденское русское начальное училище».
Работа училища прекратилась в 1918 году в результате Гражданской войны в Финляндии, когда после массовых убийств нефинского населения школьное здание было конфисковано правительством Финляндской республики. Позднее часть учащихся перешла в русский реальный лицей — совместную среднюю школу, открытую в здании бывшей русской женской гимназии. А в здании Гейденского училища в 1919 году разместился частный финский реальный лицей Розенталя. В 1922-23 годах по проекту архитектора А. Шульмана здание надстроили третьим этажом. В нём размещался объединённый коммерческий и земледельческий лицей. В ходе приспособления здания под нужды нового учебного заведения были заложены окна второго и третьего этажей на центральном ризалите фасада.
В результате советско-финских войн (1939—1944) лицей был эвакуирован в Хельсинки, где продолжил работу в качестве школы-лицея.
Получившее некоторые повреждения в ходе военных действий школьное здание было отремонтировано в послевоенные годы, сохранив внешний архитектурный облик, приобретённый после революции (незначительно изменился только декор наличников окон). Оно продолжает использоваться под образовательные цели: на протяжении многих лет в здании размещается средняя школа № 1. В ходе реконструкции, проведённой в 2011 году, был возведён новый школьный корпус с фасадом, стилизованным под соседние здания реального и начального училищ.